# Некромантия
Некромантията (от латинското necromantia или гръцкото νεκρομαντία) е вид гадаене, в което практикуващият се опитва да извика духовете на мъртвите, за да придобие от тях информация за бъдещи събития. На гръцки думата е образувана от νεκρός (некрос) – „мъртъв“ и μαντεία (мандия) – „гадаене, пророкуване“. Човек, занимаващ се с некромантия, се нарича некромант.

## Некромантията в историята и митологията
Историкът Страбон посочва некромантията като основна форма на пророкуване сред народите на Персия.
В Омировата „Одисея“ Одисей преминава през подземния свят на Хадес и надига мъртвите с магии, научени от Цирцея. Целта му е да извика сянката на Тирезий, но не успява без чужда помощ.
Некромантията се споменава неколкократно и в Библията.
Некромантът е едно от имената на Саурон във фантастичния свят на Дж. Р. Р. Толкин Средна земя, под което Саурон е споменат в Хобитът именно във „Властелинът на пръстените“.
Произведение на киника Менип.